# Hoàng Đình Quý
Hoàng Đình Quý (1930–2003) là một bác sĩ người Việt Nam, nguyên Chủ tịch Hội Y học Cổ truyền tỉnh Đắk Lắk, nguyên Giám đốc Sở Y tế tỉnh Đắk Lắk. Ông được nhà nước Việt Nam trao tặng danh hiệu Thầy thuốc ưu tú.

## Tiểu sử
Hoàng Đình Quý, bí danh Huỳnh Văn Cầm, sinh năm 1930 tại xã Mỹ Quang, huyện Phù Mỹ, tỉnh Bình Định. Ông từng công tác tại y tế Bình Định trong những năm đầu kháng chiến chống Pháp, năm 1955 tập kết ra Bắc, sau đó trở lại miền Nam phục vụ kháng chiến chống Mỹ. Từ 1961 công tác tại quân y Quân khu 6, đến năm 1962 thì được điều động hỗ trợ cho y tế tỉnh Khánh Hòa, trở thành Trưởng ban quân y tỉnh, phụ trách trường đào tạo y tá cho quân dân y các tỉnh khu 6 (từ 1962). Đến năm 1964, ông trở thành Trưởng ban dân y Khánh Hòa. Ông là Giám đốc sáng lập Bệnh viện tỉnh Khánh Hòa – V.66, Giám đốc bệnh viện khu 5 (1968–1971) và Viện trưởng Viện Quân y sư đoàn 333 (1968–1971). Ngoài ra, ông còn từng đảm nhiệm Giám đốc Bệnh viện đa khoa tỉnh Đắk Lắk, Giám đốc Sở Y tế tỉnh Đắk Lắk (1978–1991), Giám đốc bệnh viện thị xã Buôn Ma Thuột, Giám đốc bệnh viện Y học cổ truyền Đắk Lắk (1992–1996), Chủ tịch Hội Y học Cổ truyền tỉnh, Uỷ viên Ban chấp hành trung ương Hội Y học Cổ truyền Việt Nam, Chủ nhiệm CLB Dưỡng sinh Tâm thể Đắk Lắk và Chủ tịch Hội Chữ thập đỏ tỉnh Đắk Lắk.

## Công trình nghiên cứu, thành tích
- Bài thuốc chữa rắn cắn.[8][9]
- Truyền bá Dưỡng sinh Tâm thể tại Đắk Lắk[10].[cần dẫn nguồn]

## Khen thưởng
- Huân chương kháng chiến chống Pháp hạng Nhất
- Huân chương kháng chiến chống Mỹ hạng Nhất
- Huân chương Lao động hạng Ba
- Huân chương Độc lập hạng Nhì
- Huy hiệu 50 năm tuổi đảng